# ソディ円

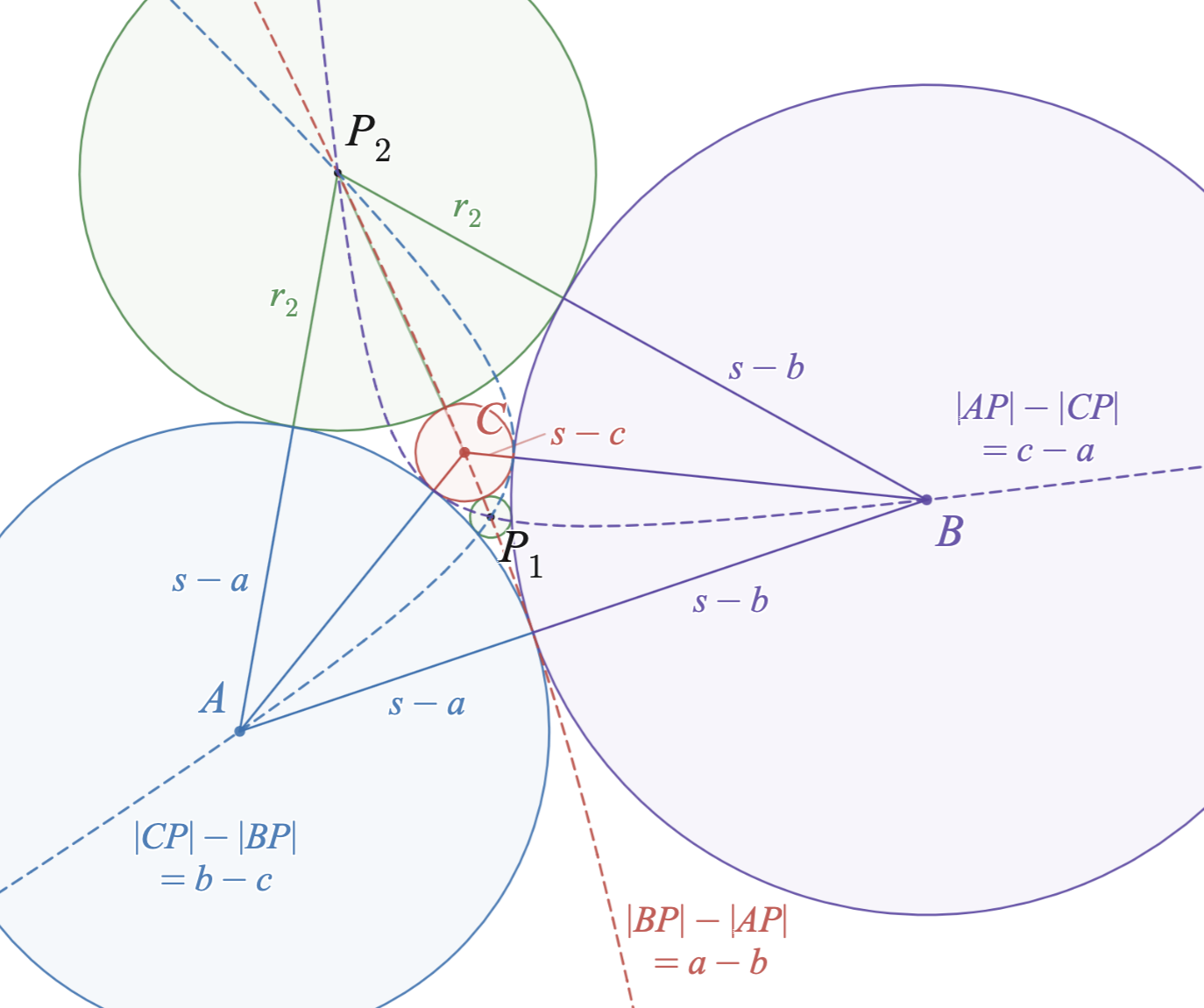
外（第一）ソディ円が正の曲率を持つとき、2つのソディ点は equal dotour points とも呼ばれる。

幾何学において、三角形のソディ円（ソディえん、英: Soddy circles of a triangle）は、三角形に対して一意に存在する円の一つである。ソディ円の中心はソディ点（Soddy centers）と呼ばれる。フレデリック・ソディがデカルトの定理を再発見したことに由来して名づけられた。
任意の三角形の3頂点について、頂点を中心とし、他の頂点を中心とする2円と接する円が存在する。さらにこの3つの円に接する円が最大2つ存在する。この2円をソディ円と呼ぶ。またソディ円の中心をソディ点という。2つのソディ点を通る直線はソディ線と呼ばれ、ソディ線上には多くの三角形の中心が存在する。

## 定義
A, B, Cを三角形の頂点、a, b, cをその対辺の長さ、sを半周長とする。 A, B, Cを中心としそれぞれ半径を s − a, s − b, s − cとする円は他の2円に接する。このときデカルトの定理より、3つの円に接する円が2つ存在し、それをソディ円という。

## 関連する性質
3つの円と三角形の辺の交点はジェルゴンヌ三角形を成す。つまり内接円と辺の接点と等しい。  2つのソディ円は内接円の外側と内側にある。ソディ点は三角形の頂点の2つを焦点とし、3つ目の頂点を通る双曲線3つの交点である。
内側のソディ円の中心は第二ソディ点あるいは内部ソディ点（inner Soddy point）、等周点（equal detour point）などと呼ばれる。三角形の任意の頂点について、他の2頂点と第二ソディ点の距離の和は、対辺でない2辺の長さの和より大きい。 デカルトの定理によれば第二（内）ソディ円（Inner Soddy circle）の曲率は4R + r + 2s/Δである。ただしΔは三角形の面積、Rは外接円の半径、rは内接円の半径とする。第一（外）ソディ円（Outer Soddy circle）の曲率は4R + r − 2s/Δである。この曲率が正ならば、第一ソディ点はもう一方の等周点になる。
第一ソディ円の曲率が負の場合、第一ソディ点は等迂回点（isoperimetric point）とよばれ、 第一ソディ点と、2点の頂点が成す3つの三角形の周長は等しい。第一ソディ円の曲率が0である場合、つまり4R + r = 2sまたは第二ソディ円の曲率が4/rであるとき、第一ソディ円は退化して直線となり、元の三角形は "Soddyian triangles" と呼ばれる。

## 3つの円

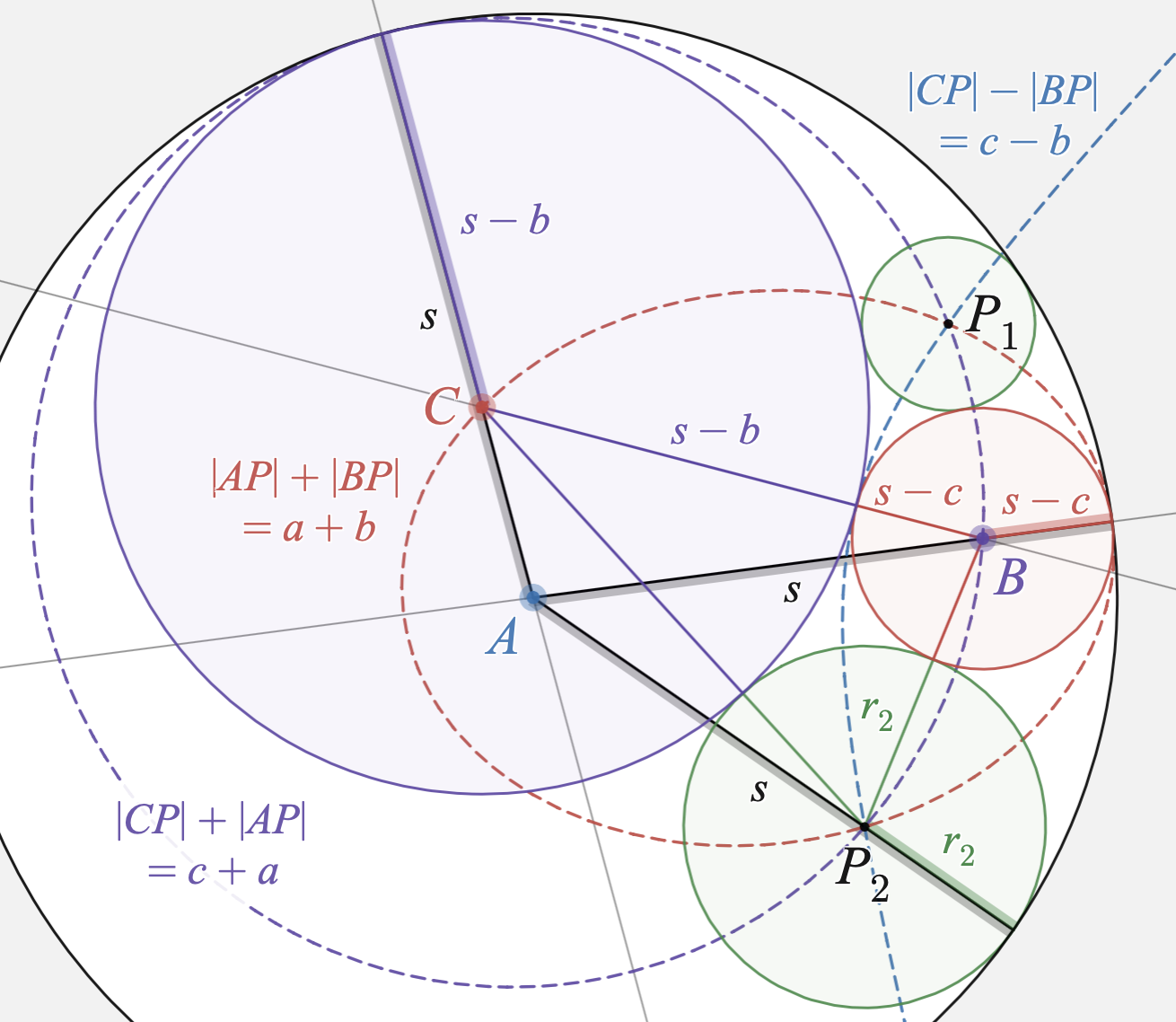
もう一組のソディ円は、中心をA, B, C、半径を−s, s − c, s − b とする円に接する。

A, B, Cを中心とし3円の半径を−s, s − c, s − bとする円は互いに接する。 ただし、負の半径は円が内部で接することを表す。 3円の接点は、辺かその延長線上にあり、うち2つは、角A内の傍接円とAB, ACの交点と一致する。また、この3円に関してもソディ円、ソディ点が定義できる。上記の双曲線に関する性質は、1つが双曲線、他2つが楕円に置き換わる。
B, C, AとC, A, Bについても、それぞれ半径を(s − b, s − a, − s)、(s − c, − s, s − a)とすれば同様の性質を得る。

## ソディ線

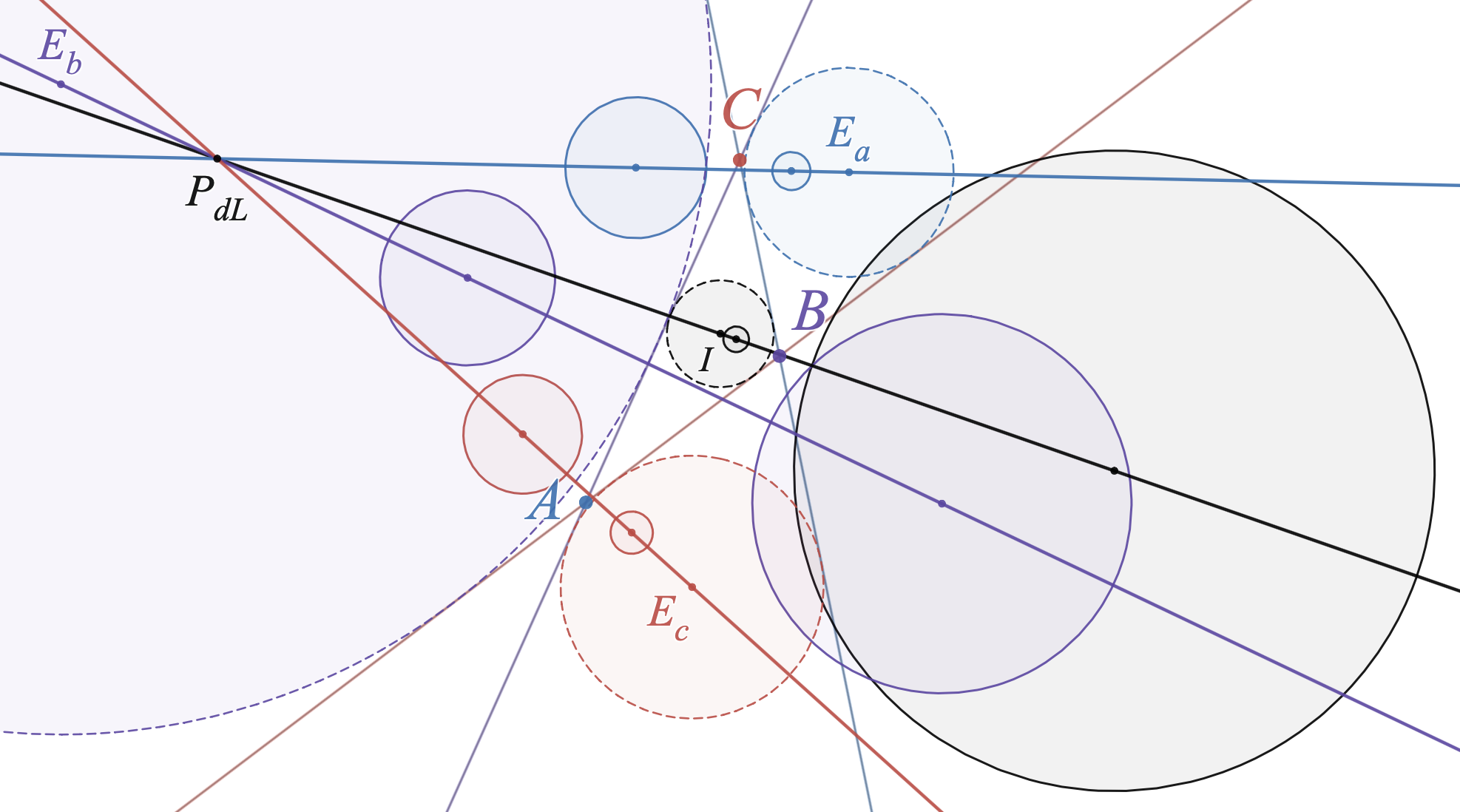
4つのソディ線は元の三角形のド・ロンシャン点で交わる。

2つのソディ点を通る直線をソディ線という。 ソディ線は、2つのソディ円の相似中心である内心とジェルゴンヌ点、そしてド・ロンシャン点などを通る。
元の三角形のソディ円のほかに、「3つの円」の項で見たような、他3組の円の3つのソディ線はそれぞれがいずれかの傍心を通り、またド・ロンシャン点で交わる。

## 他の図形との関連
第一ソディ円と、A,B,Cを中心とするソディ円と他2円に接する3つの円の、接点の成す三角形を第一（外）ソディ三角形（Outer Soddy triangle）という。第二ソディ円に同様にして定義したものを第二（内）ソディ三角形という。

### エプスタイン点
第一ソディ三角形とジェルゴンヌ三角形は配景的でその配景の中心を第一エプスタイン点（First Eppstein point）という。名はデイヴィッド・エプスタインに由来する。
クラーク・キンバリングの Encyclopedia of Triangle Centers ではX(481)として登録されており三線座標は次の式で与えられる。
{\displaystyle 1-2\sec {\frac {A}{2}}\cos {\frac {B}{2}}\cos {\frac {C}{2}}:1-2\sec {\frac {B}{2}}\cos {\frac {C}{2}}\cos {\frac {A}{2}}:1-2\sec {\frac {C}{2}}\cos {\frac {A}{2}}\cos {\frac {B}{2}}}
第二ソディ円にも同様にして定義したものを、第二エプスタイン点という。 Encyclopedia of Triangle Centers ではX(482)として登録されており三線座標は次の式で与えられる。
{\displaystyle 1+2\sec {\frac {A}{2}}\cos {\frac {B}{2}}\cos {\frac {C}{2}}:1+2\sec {\frac {B}{2}}\cos {\frac {C}{2}}\cos {\frac {A}{2}}:1+2\sec {\frac {C}{2}}\cos {\frac {A}{2}}\cos {\frac {B}{2}}}
エプスタイン点はソディ線上にある。

### リグビー点
第二ソディ三角形とその接線三角形の配景の中心、つまり第ニソディ三角形の類似重心を第一（内）リグビー点（1st Rigby point, Inner Rigby point）という。名はジョン・リグビーに由来する。第一リグビー点X(1371)の三線座標は、Sを三角形の面積として、次の式で与えられる。
{\displaystyle 1+{\frac {8S}{3a(b+c-a)}}:1+{\frac {8S}{3b(c+a-b)}}:1+{\frac {8S}{3c(a+b-c)}}}
第一ソディ三角形についても第二（外）リグビー点が同様に定義される。第ニリグビー点X(1372)の三線座標は、次の式で与えられる。
{\displaystyle 1-{\frac {8S}{3a(b+c-a)}}:1-{\frac {8S}{3b(c+a-b)}}:1-{\frac {8S}{3c(a+b-c)}}}
リグビー点はソディ線上にある。

### グリフィス点
第一ソディ三角形の接線三角形と第二ソディ三角形の配景の中心を第一（外）グリフィス点（1st Griffiths point,Outer Griffiths point）という。同様に第二ソディ三角形の接線三角形と第一ソディ点の配景の中心を第二（内）グリフィス点という。名はヒューバート・ブライアン・グリフィスに由来する。それぞれX(1373),X(1374)で三線座標は次の式で与えられる。
{\displaystyle X_{1373}=(1+{\frac {8S}{a(b+c-a)}}:1+{\frac {8S}{b(c+a-b)}}:1+{\frac {8S}{c(a+b-c)}})}
{\displaystyle X_{1374}=(1-{\frac {8S}{a(b+c-a)}}:1-{\frac {8S}{b(c+a-b)}}:1-{\frac {8S}{c(a+b-c)}})}
グリフィス点はソディ線上にある。